# Cheyenne Autumn
Cheyenne Autumn (bra: Crepúsculo de uma Raça; prt: O Grande Combate) é um filme de faroeste norte-americano de 1964, dirigido por John Ford. O roteiro foi escrito por James R. Webb, baseado no romance homônimo de 1953, da escritora norte-americana Mari Sandoz.

## Elenco
- Richard Widmark ... Capitão Thomas Archer
- Carroll Baker ... Deborah Wright
- James Stewart ... Wyatt Earp
- Edward G. Robinson ... Carl Schurz
- Karl Malden ... Capitão Oscar Wessels
- Sal Mineo ... Red Shirt
- Dolores del Río ... Mulher espanhola
- Ricardo Montalban ... Little Wolf
- Gilbert Roland ... Dull Knife
- Arthur Kennedy ... Doc Holliday
- Patrick Wayne ... Segundo-tenente Scott
- Elizabeth Allen ... Guinevere Plantagenet
- John Carradine ... Major Jeff Blair
- Victor Jory ... Tall Tree
- Mike Mazurki ... Primeiro sargento Stanislaus Wichowsky
- George O'Brien ... Major Braden
- Sean McClory ... Dr. O'Carberry
- Judson Pratt ... Mayor Dog Kelly
- Ken Curtis ... Joe
- Shug Fisher ... Skinny